# Microplitis dipika
Microplitis dipika är en stekelart som först beskrevs av Bhatnagar 1948.  Microplitis dipika ingår i släktet Microplitis och familjen bracksteklar. Inga underarter finns listade i Catalogue of Life.